# Drasteria caucasica
Drasteria caucasica is een vlinder uit de familie van de spinneruilen (Erebidae). De wetenschappelijke naam van de soort is voor het eerst geldig gepubliceerd in 1846 door Kolenati.
Deze nachtvlinder komt voor in Europa.